# دارنيل سويني
دارنيل سويني (بالإنجليزية: Darnell Sweeney)‏ هو لاعب كرة قاعدة أمريكي، ولد في 1 فبراير 1991 في هوليوود في الولايات المتحدة.

## وصلات خارجية
- دارنيل سويني على موقع دوري كرة القاعدة الرئيسي (الإنجليزية)
- دارنيل سويني على موقعبيزبول رفرنس.كوم (الدوري الرئيسي) (الإنجليزية)
- دارنيل سويني على موقعبيزبول رفرنس.كوم (الدوري الثانوي) (الإنجليزية)
- دارنيل سويني على موقع إي إس بي إن.كوم (أم.أل.بي) (الإنجليزية)
- دارنيل سويني على موقع مشجعي الرسوم البيانية (الإنجليزية)